# Sankar Ganesh
Shankar Ganesh es un dúo musical de la India, integrada por unos directores de música que han trabajado en las composiciones y bandas sonoras para el cine Tamil, Telugu, Malayalam y Kannada, esto alrededor de los años 40.
Empezaron a trabajar como asistentes para el cine Tamil junto a otros reconocidos directores de música como M. S. Viswanathan y T. K. Ramamoorthy a partir de 1964, más adelante el dúo también trabaja con el director musical M.S.Viswanathan, solo a partir de 1965 hasta 1969.
El primer lanzamiento independiente, fue su primer álbum titulado "Magaraasi" en 1967. Su próximo álbum titulado "Aattukkara Alamelu", fue el punto de inflexión en la carrera del dúo. Uno de los músicos del dúo Shankar Ganesh, compuso un tema musical para una película titulada "Jayalalitha - Maharasi" en 1967, que fue producido por "Devar Films" y después para la próxima película titulada "Vandhale Maharasi" en 1973. Esta fue dirigida por KS Gopalakrishnan. También los integrantes del dúo compusieron otros temas musicales para las películas como  "Naan Yen Pirenden" e "Idhaya Veenai".

## Discografía

### 1960s–1970s
| Año  | Película                  | Idioma    | Notas |
| ---- | ------------------------- | --------- | ----- |
| 1969 | Naan Yen Pirandhen        | Tamil     |       |
| 1970 | Kalam Vellum              | Tamil     |       |
| 1972 | Idhaya Veenai             | Tamil     |       |
| 1974 | Ayalathe Sundari          | Malayalam |       |
| 1974 | Chakravakam               | Malayalam |       |
| 1976 | Chirikkudukka             | Malayalam |       |
| 1976 | Kamadhenu                 | Malayalam |       |
| 1977 | Aattukara Alamelu         | Tamil     |       |
| 1977 | Tholkan Enikku Manassilla | Malayalam |       |
| 1978 | Karunai Ullam             | Tamizh    |       |
| 1978 | Ullathil Kuzhanthaiyadi   | Tamil     |       |
| 1978 | Chinna Chinna Veedu Katti | Tamil     |       |
| 1979 | Pasi                      | Tamil     |       |
| 1979 | Pennorumbettaal           | Malayalam |       |
| 1979 | Prabhu                    | Malayalam |       |
| 1979 | Thaayillamal Naan Illai   | Tamil     |       |
| 1979 | Othayadi Paathayilae      | Tamil     |       |
| 1979 | Neeya                     | Tamil     |       |
| 1979 | Vijayam Nammude Senani    | Malayalam |       |
| 1979 | Kanni Paruvathile         | Tamil     |       |

### 1980s
| Año  | Película                     | Idioma    | Notas                 |
| ---- | ---------------------------- | --------- | --------------------- |
| 1980 | Anthappuram                  | Malayalam |                       |
| 1980 | Chandra Bimbam               | Malayalam |                       |
| 1980 | Dhinamthorum Deepavali       | Tamil     |                       |
| 1980 | Ival Eevazhi Ithu Vare       | Malayalam |                       |
| 1980 | Vandichakkaram               | Tamil     |                       |
| 1980 | Kumari Pennin Ullathile      | Tamil     |                       |
| 1980 | Love in Singapore            | Malayalam |                       |
| 1980 | Natchathiram                 | Tamil     |                       |
| 1980 | Nijangal Nilaikkindrana      | Tamil     |                       |
| 1980 | Ponnagaram                   | Tamil     |                       |
| 1980 | Maria My Darling             | Kannada   |                       |
| 1980 | Rahasya Ratri                | Kannada   |                       |
| 1981 | Veli Thaandiya Vellaadu      | Tamil     |                       |
| 1981 | Anjatha Nenjangal            | Tamil     |                       |
| 1981 | Kanneer Pookkal              | Tamil     |                       |
| 1981 | Needhi Pizhaithathu          | Tamil     |                       |
| 1981 | Saahasam                     | Malayalam |                       |
| 1981 | Sankharsham                  | Malayalam |                       |
| 1981 | Sattam Oru Iruttarai         | Tamil     |                       |
| 1981 | Sivappu Malli                | Tamil     |                       |
| 1981 | Sphodanam                    | Malayalam |                       |
| 1982 | Aarambham                    | Malayalam |                       |
| 1982 | Darling, Darling, Darling    | Tamil     |                       |
| 1982 | Khadeema Kallaru             | Kannada   |                       |
| 1982 | Adhisayappiravigal           | Tamil     |                       |
| 1982 | Auto Raja                    | Tamil     |                       |
| 1982 | Ayiram Muthangal             | Tamil     |                       |
| 1982 | Guha                         | Malayalam |                       |
| 1982 | Kaalam                       | Malayalam |                       |
| 1982 | Kalyana Kalam                | Tamil     |                       |
| 1982 | Kanalukku Karaiyethu         | Tamil     |                       |
| 1982 | Kazhumaram                   | Malayalam |                       |
| 1982 | Maattuvin Chattangale        | Malayalam |                       |
| 1982 | Nenjangal                    | Tamil     |                       |
| 1982 | Oorum Uravum                 | Tamil     |                       |
| 1982 | Paanjajanyam                 | Malayalam |                       |
| 1982 | Pattanathu Rajakkal          | Tamil     |                       |
| 1982 | Theerpugal Thiruththapadalam | Tamil     |                       |
| 1982 | Thooku Medai                 | Tamil     |                       |
| 1982 | Thunai                       | Tamil     |                       |
| 1982 | Ranga                        | Tamil     |                       |
| 1983 | Alai Payum Nenjangal         | Tamil     |                       |
| 1983 | Anal Kaatru                  | Tamil     |                       |
| 1983 | Angam                        | Malayalam |                       |
| 1983 | Bhookambam                   | Malayalam |                       |
| 1983 | Dhooram Adhighamillai        | Tamil     |                       |
| 1983 | Yudham                       | Malayalam |                       |
| 1983 | Chakravyuha                  | Kannada   |                       |
| 1983 | Sididedda Sahodara           | Kannada   |                       |
| 1984 | Naane Raja                   | Kannada   |                       |
| 1984 | Ninaivugal                   | Tamil     |                       |
| 1984 | Niraparaadhi                 | Tamil     |                       |
| 1984 | Osai                         | Tamil     |                       |
| 1984 | Pralayanthaka                | Kannada   |                       |
| 1984 | Thirakal                     | Malayalam |                       |
| 1984 | Vai Pandal                   | Tamil     |                       |
| 1984 | Vetri                        | Tamil     |                       |
| 1984 | Pournami Alaigal             | Tamil     |                       |
| 1985 | Savira Sullu                 | Kannada   |                       |
| 1985 | Naagam                       | Tamil     |                       |
| 1985 | Chavi                        | Tamil     |                       |
| 1985 | Santhosha Kanavukal          | Tamil     |                       |
| 1985 | Aadhiyugam                   | Malayalam |                       |
| 1985 | Anthasthu                    | Tamil     |                       |
| 1985 | Bandham                      | Tamil     |                       |
| 1985 | Chain Jayapal                | Tamil     |                       |
| 1985 | Chidambara Rahasiyam         | Tamil     |                       |
| 1985 | Engirunthalum Vazhga         | Tamil     |                       |
| 1985 | Ilamai                       | Tamil     |                       |
| 1985 | Kutravaaligal                | Tamil     |                       |
| 1985 | Mareyada Manikya             | Kannada   |                       |
| 1985 | Needhiyin Nizhal             | Tamil     |                       |
| 1985 | Pournami Raavil 3D           | Malayalam |                       |
| 1985 | Naanu Nanna Hendthi          | Kannada   |                       |
| 1985 | Pournami Raavil              | Malayalam |                       |
| 1985 | Savira Sullu                 | Kannada   |                       |
| 1985 | Uthami                       | Tamil     |                       |
| 1985 | Veli                         | Tamil     |                       |
| 1985 | Swabhimana                   | Kannada   |                       |
| 1985 | Mangamma Sabatham            | Tamil     |                       |
| 1986 | Aayiram Kannudayaal          | Tamil     |                       |
| 1986 | Anandha Kanneer              | Tamil     |                       |
| 1986 | Asambhava                    | Kannada   |                       |
| 1986 | Panneer Nadhigal             | Tamil     |                       |
| 1986 | Mounam Kalaikirathu          | Tamil     |                       |
| 1986 | Kaalam                       | Tamil     |                       |
| 1986 | Samsaram Adhu Minsaram       | Tamil     |                       |
| 1986 | Anand                        | Kannada   |                       |
| 1987 | Anbulla Appa                 | Tamil     |                       |
| 1987 | Anjatha Singam               | Tamil     |                       |
| 1987 | Oorkavalan                   | Tamil     |                       |
| 1987 | Thirumathi Oru Vegumathi     | Tamil     |                       |
| 1987 | Enga Chinna Rasa             | Tamil     |                       |
| 1987 | Veerapandiyan                | Tamil     |                       |
| 1988 | Aalay Pathu Malai Mathu      | Tamil     |                       |
| 1988 | Karate Girls                 | Malayalam |                       |
| 1988 | Samyuktha                    | Kannada   | Background score only |
| 1988 | Sivapputhaali                | Tamil     |                       |
| 1988 | Prajaprabhutva               | Kannada   |                       |
| 1989 | Ade Raaga Ade Haadu          | Kannada   |                       |
| 1989 | En Rathathin Rathame         | Tamil     |                       |
| 1989 | Mrugaya                      | Malayalam |                       |
| 1989 | Chakkikotha Chankaran        | Malayalam |                       |

### 1990s
| Año  | Película               | Idioma | Notas |
| ---- | ---------------------- | ------ | ----- |
| 1990 | Aarathi Edungadi       | Tamil  |       |
| 1990 | Amma Pillai            | Tamil  |       |
| 1990 | Manaivi Oru Manickam   | Tamil  |       |
| 1990 | Varavu Nalla Uravu     | Tamil  |       |
| 1990 | Idhaya Thamarai        | Tamil  |       |
| 1991 | Nallathai Naadu Kekum  | Tamil  |       |
| 1992 | Purushan Enakku Arasan | Tamil  |       |
| 1993 | Paarambariyam          | Tamil  |       |